# Lusaca (província)
Lusaca ou Lusaka é uma das 10 províncias de Zâmbia. Sua capital é a cidade de Lusaca.

## Distritos[4]
| - Chilanga - Chongwe - Kafue - Luangwa - Lusaka - Rufunsa |